# Герои Социалистического Труда Актюбинской области
В настоящий список включены:

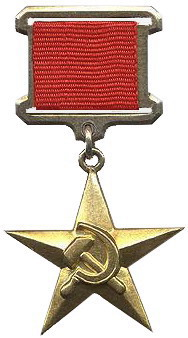
Золотая медаль «Серп и Молот»

- Герои Социалистического Труда, на момент присвоения звания проживавшие на территории современной Актюбинской области Казахстана, — 105 человек;
- уроженцы Актюбинской области, удостоенные звания Героя Социалистического Труда в других регионах СССР, — 19 человек;
- Герои Социалистического Труда, прибывшие в Актюбинскую область на постоянное проживание из других регионов, — 1 человек;
- лица, лишённые звания Героя Социалистического Труда, — 2 человека.

В таблицах отображены фамилия, имя и отчество Героев, должность и место работы на момент присвоения звания, дата Указа Президиума Верховного Совета СССР, отрасль народного хозяйства, место рождения/проживания, а также ссылка на биографическую статью на сайте «Герои страны». Формат таблиц предусматривает возможность сортировки по указанным параметрам путём нажатия на стрелку в нужной графе.

## История
Первыми в Актюбинской области звания Героя Социалистического Труда были удостоены председатель колхоза и бригадир трактористов из Мартукского района Е. Н. Иващенко и Г. М. Швед, которым эта высшая степень отличия была присвоена Указом Президиума Верховного Совета СССР от 28 марта 1948 года за получение высоких урожаев пшеницы в 1947 году.
Подавляющее большинство Героев Социалистического Труда в Актюбинской области приходится на сельскохозяйственную отрасль — 94 человека; государственное управление — 5; транспорт — 4; металлургия — 2.

## Лица, удостоенные звания Героя Социалистического Труда в Актюбинской области
| №   | Фамилия, имя, отчество         | Даты жизни              | Деятельность | Дата присвоения | Отрасль       | Место рождения                 | ГС         |
| --- | ------------------------------ | ----------------------- | --- | --------------- | ------------- | ------------------------------ | ---------- |
| 1   | Айткулов Аланбай               | 1886—1952               | Старший чабан колхоза «Каракога» Байганинского района Актюбинской области                                                       | 23.07.1948      | сельхоз       | Байганинский район             | [ ГС 1 ]   |
| 2   | Акбанов Кутпанбет              | 01.01.1886 — 01.02.1964 | Старший чабан колхоза «Баскудук» Иргизского района Актюбинской области                                                          | 07.10.1949      | сельхоз       | Иргизский район                | [ ГС 2 ]   |
| 3   | Акимжанов Алтынбек Акимжанович | 15.03.1922 — 01.12.2000 | Первый секретарь Хобдинского райкома Компартии Казахстана, Актюбинская область                                                  | 08.04.1971      | госуправление | Иргизский район                | [ ГС 3 ]   |
| 4   | Акимов Адил                    | 1885—1951               | Заведующий конефермой колхоза «Ногайты» Байганинского района Актюбинской области                                                | 23.07.1948      | сельхоз       | Байганинский район             | [ ГС 4 ]   |
| 5   | Алдекешов Нурман               | 1890—1971               | Старший чабан колхоза «Енбекту» Карабутакского района Актюбинской области                                                       | 23.07.1948      | сельхоз       | Айтекебийский район            | [ ГС 5 ]   |
| 6   | Алдияров Байзулла              | 15.05.1924 — 04.09.1990 | Комбайнёр Кзылжарской МТС Новороссийского района Актюбинской области                                                            | 11.01.1957      | сельхоз       | Хромтауский район              | [ ГС 6 ]   |
| 7   | Алтаев Бозша                   | 1898—1984               | Старший чабан колхоза «Ортакшил» Иргизского района Актюбинской области                                                          | 07.10.1949      | сельхоз       | Иргизский район                | [ ГС 7 ]   |
| 8   | Артыкбаев Керей                | 1908 — 21.05.1962       | Старший чабан колхоза «Кенесту» Темирского района Актюбинской области                                                           | 07.10.1949      | сельхоз       | Мугалжарский район             | [ ГС 8 ]   |
| 9   | Асанов Айтжан                  | 1903—1958               | Скотник мясного совхоза «Кудуксайский» Министерства совхозов СССР, Новороссийский район Актюбинской области                     | 23.07.1948      | сельхоз       | Хромтауский район              | [ ГС 9 ]   |
| 10  | Аязбаев Габден Утегенович      | 18.03.1899 — 04.06.1969 | Директор овцеводческого совхоза «Джурунский» Министерства совхозов СССР, Темирский район Актюбинской области                    | 03.12.1949      | сельхоз       | *Западно-Казахстанская область | [ ГС 10 ]  |
| 11  | Байбазаров Каримсак            | 1887—1957               | Старший чабан колхоза «Таскабак» Байганинского района Актюбинской области                                                       | 23.07.1948      | сельхоз       | Байганинский район             | [ ГС 11 ]  |
| 12  | Балдосов Кажип                 | 1899 — 13.12.1970       | Старший табунщик колхоза «25 лет Казахской ССР» Темирского района Актюбинской области                                           | 23.07.1948      | сельхоз       | Мугалжарский район             | [ ГС 12 ]  |
| 13  | Барысбаев Амирхан              | 1896 — ????             | Председатель колхоза «Коминтерн» Иргизского района Актюбинской области                                                          | 23.07.1948      | сельхоз       | Иргизский район                | [ ГС 13 ]  |
| 14  | Бердыгулов Нуркасым            | 1905 — ????             | Секретарь Иргизского районного комитета Компартии (большевиков) Казахстана, Актюбинская область                                 | 23.07.1948      | госуправление | Жамбылский район               | [ ГС 14 ]  |
| 15  | Боканов Койлыбай               | 1902 — 28.05.1978       | Старший чабан колхоза имени Ескуата Байганинского района Актюбинской области                                                    | 23.07.1948      | сельхоз       | Байганинский район             | [ ГС 15 ]  |
| 16  | Бримова Балым                  | 08.03.1923 — 21.06.2003 | Старший табунщик овцеводческого совхоза «Джурунский» Министерства совхозов СССР, Темирский район Актюбинской области            | 03.12.1949      | сельхоз       | Байганинский район             | [ ГС 16 ]  |
| 17  | Галимов Бекиш                  | 15.04.1937 — 11.10.2018 | Старший чабан совхоза имени Курманова Уилского района Актюбинской области                                                       | 08.04.1971      | сельхоз       | *Туркмения                     | [ ГС 17 ]  |
| 18  | Горобец Николай Игнатьевич     | 1885—1963               | Старший чабан колхоза «Социализм» Мартукского района Актюбинской области                                                        | 23.07.1948      | сельхоз       | *Сумская область               | [ ГС 18 ]  |
| 19  | Грязин Павел Васильевич        | 25.12.1924 — ????       | Бригадир электропечи Актюбинского завода ферросплавов Актюбинского совнархоза                                                   | 19.07.1958      | металлургия   | *Северо-Казахстанская область  | [ ГС 19 ]  |
| 20  | Досмагамбетов Науан            | 20.09.1932 — 28.12.2005 | Старший чабан совхоза «Актюбинский» Темирского района Актюбинской области                                                       | 22.03.1966      | сельхоз       | Мугалжарский район             | [ ГС 20 ]  |
| 21  | Дуисов Джумабек                | 15.01.1902 — 26.09.1976 | Председатель Иргизского райисполкома Актюбинской области                                                                        | 23.07.1948      | госуправление | Шалкарский район               | [ ГС 21 ]  |
| 22  | Дусупов Умбет                  | 1881—1961               | Старший табунщик колхоза «Соргуль» Уилского района Актюбинской области                                                          | 23.07.1948      | сельхоз       | Уилский район                  | [ ГС 22 ]  |
| 23  | Елбетов Тайманкул              | 1894—1987               | Заведующий конефермой колхоза имени Ворошилова Байганинского района Актюбинской области                                         | 23.07.1948      | сельхоз       | Байганинский район             | [ ГС 23 ]  |
| 24  | Елкеев Мырзагерей              | 1889—1956               | Скотник мясного совхоза «Копинский» Министерства совхозов СССР, Новороссийский район Актюбинской области                        | 03.12.1949      | сельхоз       | Мугалжарский район             | [ ГС 24 ]  |
| 25  | Ержанов Ергали                 | 1880 — 10.10.1950       | Старший чабан колхоза «Шингельши» Джурунского района Актюбинской области                                                        | 23.07.1948      | сельхоз       | Мугалжарский район             | [ ГС 25 ]  |
| 26  | Ержанов Куаныш                 | 05.10.1912 — 10.10.1988 | Старший чабан колхоза «30 лет Казахской ССР» Уильского района Актюбинской области                                               | 29.03.1958      | сельхоз       | Уилский район                  | [ ГС 26 ]  |
| 27  | Еримбетов Елубай               | 1884—1961               | Старший чабан колхоза «Жана-Курлыс» Челкарского района Актюбинской области                                                      | 23.07.1948      | сельхоз       | Шалкарский район               | [ ГС 27 ]  |
| 28  | Ешжанов Камза                  | 1895—1966               | Старший чабан колхоза «Баршакум» Байганинского района Актюбинской области                                                       | 23.07.1948      | сельхоз       | Байганинский район             | [ ГС 28 ]  |
| 29  | Ешимкулов Макан                | 1884—1978               | Старший чабан колхоза имени Ворошилова Байганинского района Актюбинской области                                                 | 23.07.1948      | сельхоз       | Байганинский район             | [ ГС 29 ]  |
| 30  | Жаманшин Нуртуяк               | 1891—1971               | Заведующий конефермой колхоза «Коминтерн» Иргизского района Актюбинской области                                                 | 23.07.1948      | сельхоз       | Иргизский район                | [ ГС 30 ]  |
| 31  | Жамбулатова Мерует             | 1890 — 29.09.1962       | Старший чабан колхоза имени Джамбула Джурунского района Актюбинской области                                                     | 23.07.1948      | сельхоз       | Мугалжарский район             | [ ГС 31 ]  |
| 32  | Жанабергенов Мулдаш            | 1914 — 16.09.1991       | Бригадир Кандагачской дистанции пути Казахской железной дороги, Актюбинская область                                             | 04.05.1971      | транспорт     | Мугалжарский район             | [ ГС 32 ]  |
| 33  | Жандосов Исмагамбет            | 1883—1951               | Старший табунщик колхоза «Кенкияк» Темирского района Актюбинской области                                                        | 07.10.1949      | сельхоз       | Мугалжарский район             | [ ГС 33 ]  |
| 34  | Жоланов Шултик                 | 1905 — ????             | Старший чабан колхоза Кутты-Кольского аулсовета Иргизского района Актюбинской области                                           | 07.10.1949      | сельхоз       | Иргизский район                | [ ГС 34 ]  |
| 35  | Жумабаев Оразбай               | 1908 — ????             | Заведующий коневодческой фермой колхоза «Карасай» Иргизского района Актюбинской области                                         | 07.10.1949      | сельхоз       | Иргизский район                | [ ГС 35 ]  |
| 36  | Жундыбаев Есберген             | 1886—1956               | Старший чабан колхоза «Жана-Турмыс» Байганинского района Актюбинской области                                                    | 23.07.1948      | сельхоз       | Байганинский район             | [ ГС 36 ]  |
| 37  | Заикин Пётр Романович          | род. 1936               | Тракторист колхоза «Большевик» Ленинского района Актюбинской области                                                            | 19.04.1967      | сельхоз       | *Ставропольский край           | [ ГС 37 ]  |
| 38  | Иващенко Евдокия Никитична     | 1914 — ????             | Председатель колхоза «Крестьянин» Мартукского района Актюбинской области                                                        | 28.03.1948      | сельхоз       | Мартукский район               | [ ГС 38 ]  |
| 39  | Игибаев Есен                   | 1904 — ????             | Старший табунщик колхоза «Коминтерн» Иргизского района Актюбинской области                                                      | 23.07.1948      | сельхоз       | Иргизский район                | [ ГС 39 ]  |
| 40  | Издюлеуов Мерген               | 17.04.1907 — 24.09.1998 | Старший скотник совхоза «15 лет Казахской ССР» Хобдинского района Актюбинской области                                           | 22.03.1966      | сельхоз       | *Западно-Казахстанская область | [ ГС 40 ]  |
| 41  | Иргизбаев Шинтай               | 1905—1959               | Старший чабан совхоза «Баскудукский» Иргизского района Актюбинской области                                                      | 29.03.1958      | сельхоз       | Иргизский район                | [ ГС 41 ]  |
| 42  | Кайралапов Мусиркеп            | 1885—1976               | Старший чабан колхоза «Ногайты» Байганинского района Актюбинской области                                                        | 23.07.1948      | сельхоз       | Байганинский район             | [ ГС 42 ]  |
| 43  | Калбаев Утен                   | 1917—1997               | Старший табунщик овцеводческого совхоза «Актюбинский» Министерства совхозов СССР, Джурунский район Актюбинской области          | 03.12.1949      | сельхоз       | Мугалжарский район             | [ ГС 43 ]  |
| 44  | Калмуратов Конур               | 1885—1971               | Старший чабан колхоза «Кызыл-Булак» Байганинского района Актюбинской области                                                    | 23.07.1948      | сельхоз       | Байганинский район             | [ ГС 44 ]  |
| 45  | Калниязов Утемис               | 1897—1981               | Старший табунщик совхоза «Кенкиякский» Темирского района Актюбинской области                                                    | 22.03.1966      | сельхоз       | Мугалжарский район             | [ ГС 45 ]  |
| 46  | Карагулов Альжан               | 1892—1973               | Старший чабан колхоза имени Будённого Байганинского района Актюбинской области                                                  | 23.07.1948      | сельхоз       | Байганинский район             | [ ГС 46 ]  |
| 47  | Каржаубаев Нурахмет            | 01.01.1931 — 07.08.2000 | Старший чабан колхоза «Заря Октября» Джурунского района Актюбинской области                                                     | 23.07.1948      | сельхоз       | Мугалжарский район             | [ ГС 47 ]  |
| 48  | Кенжалин Халилула              | 1886 — 23.09.1962       | Скотник мясного совхоза «Кудуксайский» Министерства совхозов СССР, Новороссийский район Актюбинской области                     | 23.07.1948      | сельхоз       | Хромтауский район              | [ ГС 48 ]  |
| 49  | Кишкентаев Тулеумурат          | 1891—1960               | Старший чабан колхоза «Шилибугет» Иргизского района Актюбинской области                                                         | 07.10.1949      | сельхоз       | Иргизский район                | [ ГС 49 ]  |
| 50  | Клименко Лидия Дмитриевна      | 19.03.1936 — 15.06.2020 | Доярка колхоза имени Чапаева Новороссийского района Актюбинской области                                                         | 22.03.1966      | сельхоз       | Каргалинский район             | [ ГС 50 ]  |
| 51  | Кобландин Нагим                | 07.11.1931 — 08.02.1997 | Директор совхоза «Тогузский» Челкарского района Актюбинской области                                                             | 23.04.1991      | сельхоз       | Шалкарский район               | [ ГС 51 ]  |
| 52  | Кокенов Мусир                  | 1896 — 26.02.1966       | Старший чабан колхоза «25 лет Казахской ССР» Темирского района Актюбинской области                                              | 23.07.1948      | сельхоз       | Мугалжарский район             | [ ГС 52 ]  |
| 53  | Кудайбергенов Утеу             | 1901 — 22.06.1956       | Председатель колхоза «Карасай» Иргизского района Актюбинской области                                                            | 23.07.1948      | сельхоз       | *Каракалпакстан                | [ ГС 53 ]  |
| 54  | Кулмагамбетов Муяз             | 1902—1979               | Старший чабан колхоза «Жана-Жол» Джурунского района Актюбинской области                                                         | 23.07.1948      | сельхоз       | Мугалжарский район             | [ ГС 54 ]  |
| 55  | Кулмурзин Конкан               | 1880 — ????             | Старший чабан колхоза имени Калинина Иргизского района Актюбинской области                                                      | 07.10.1949      | сельхоз       | Иргизский район                | [ ГС 55 ]  |
| 56  | Кулов Ершуак                   | 1890 — ????             | Старший табунщик овцеводческого совхоза «Джурунский» Министерства совхозов СССР, Темирский район Актюбинской области            | 03.12.1949      | сельхоз       | Мугалжарский район             | [ ГС 56 ]  |
| 57  | Кульниязов Керей               | 1912—1988               | Председатель колхоза «25 лет Казахской ССР» Джурунского района Актюбинской области                                              | 23.07.1948      | сельхоз       | Мугалжарский район             | [ ГС 57 ]  |
| 58  | Кульчинов Журумбай             | 1906—1974               | Заведующий конефермой колхоза «Теректы» Байганинского района Актюбинской области                                                | 23.07.1948      | сельхоз       | Байганинский район             | [ ГС 58 ]  |
| 59  | Курмангазин Бейсула            | 1910 — ????             | Старший чабан колхоза «Кумсай» Уилского района Актюбинской области                                                              | 23.07.1948      | сельхоз       | Уилский район                  | [ ГС 59 ]  |
| 60  | Курманиязова Шакиза            | 1906—1965               | Старший чабан колхоза «Сула-Аша» Джурунского района Актюбинской области                                                         | 23.07.1948      | сельхоз       | Мугалжарский район             | [ ГС 60 ]  |
| 61  | Кутиков Кокан                  | 1883—1964               | Старший чабан колхоза «Кара-Су» Темирского района Актюбинской области                                                           | 23.07.1948      | сельхоз       | Актюбинская область            | [ ГС 61 ]  |
| 62  | Кушеков Иксан                  | 1929—1984               | Старший чабан колхоза «Заря Октября» Джурунского района Актюбинской области                                                     | 23.07.1948      | сельхоз       | Мугалжарский район             | [ ГС 62 ]  |
| 63  | Кушкимбаев Сагимбай            | 1891 — ????             | Старший табунщик колхоза «Карасай» Иргизского района Актюбинской области                                                        | 23.07.1948      | сельхоз       | Актюбинская область            | [ ГС 63 ]  |
| 64  | Лагутин Алексей Фёдорович      | 08.11.1922 — 16.02.1978 | Бригадир тракторной бригады Джурунской МТС Актюбинской области                                                                  | 11.01.1957      | сельхоз       | *Ульяновская область           | [ ГС 64 ]  |
| 65  | Лахно Павел Михайлович         | 20.02.1911 — ????       | Комбайнёр Кзыл-Жарской МТС Актюбинской области                                                                                  | 11.01.1957      | сельхоз       | Хромтауский район              | [ ГС 65 ]  |
| 66  | Ливенцов Василий Андреевич     | 16.01.1914 — 15.07.2004 | Первый секретарь Актюбинского обкома Компартии Казахстана                                                                       | 19.02.1981      | госуправление | *Туркестанская область         | [ ГС 66 ]  |
| 67  | Майоров Фёдор Емельянович      | 10.05.1924 — 22.03.1996 | Бригадир тракторной бригады совхоза «40 лет Казахской ССР» Актюбинского района Актюбинской области                              | 10.12.1973      | сельхоз       | *Северо-Казахстанская область  | [ ГС 67 ]  |
| 68  | Макибаев Ален                  | 1887—1962               | Старший чабан колхоза «Кызыл-Аскер» Байганинского района Актюбинской области                                                    | 23.07.1948      | сельхоз       | Байганинский район             | [ ГС 68 ]  |
| 69  | Маманов Исмагул                | 1896 — ????             | Заведующий конефермой колхоза «Тумалы-Куль» Челкарского района Актюбинской области                                              | 23.07.1948      | сельхоз       | Иргизский район                | [ ГС 69 ]  |
| 70  | Мамбетов Абдибек               | 1896—1978               | Старший чабан колхоза «Жанабирлик» Иргизского района Актюбинской области                                                        | 07.10.1949      | сельхоз       | Иргизский район                | [ ГС 70 ]  |
| 71  | Мамытов Максут                 | 15.05.1927 — 11.01.1997 | Старший чабан совхоза «Джурунский» Мугоджарского района Актюбинской области                                                     | 08.04.1971      | сельхоз       | Мугалжарский район             | [ ГС 71 ]  |
| 72  | Манасов Тулеу                  | 1927 — ????             | Старший чабан колхоза «Арал» Иргизского района Актюбинской области                                                              | 07.10.1949      | сельхоз       | Иргизский район                | [ ГС 72 ]  |
| 73  | Медетбаев Даулбай              | 1890 — ????             | Старший табунщик колхоза имени Дзержинского Уилского района Актюбинской области                                                 | 23.07.1948      | сельхоз       | Уилский район                  | [ ГС 73 ]  |
| 74  | Митяшин Михаил Ильич           | 18.11.1921 — 09.09.1999 | Начальник Актюбинского высшего лётного училища гражданской авиации Министерства гражданской авиации СССР                        | 04.02.1983      | транспорт     | *Тюменская область             | [ ГС 74 ]  |
| 75  | Молданиязов Жиенгазы           | 1902—1974               | Старший чабан колхоза «Жанатан» Байганинского района Актюбинской области                                                        | 23.07.1948      | сельхоз       | Байганинский район             | [ ГС 75 ]  |
| 76  | Мынза Николай Иванович         | 1923 — ????             | Тракторист колхоза «Земледелец» Алгинского района Актюбинской области                                                           | 19.04.1967      | сельхоз       | Алгинский район                | [ ГС 76 ]  |
| 77  | Николаев Павел Николаевич      | 29.06.1913 — 1993       | Командир объединённого авиационного отряда Казахского территориального управления Гражданского воздушного флота, гор. Актюбинск | 16.04.1963      | транспорт     | *Астраханская область          | [ ГС 77 ]  |
| 78  | Нурлыбаев Байсеркеш            | 1886—1962               | Скотник мясного совхоза «Копинский» Министерства совхозов СССР, Новороссийский район Актюбинской области                        | 03.12.1949      | сельхоз       | Хромтауский район              | [ ГС 78 ]  |
| 79  | Олешко Пётр Терентьевич        | 08.10.1918 — 03.1991    | Первый секретарь Комсомольского райкома Компартии Казахстана, Актюбинская область                                               | 22.02.1982      | госуправление | Каргалинский район             | [ ГС 79 ]  |
| 80  | Ордабаев Жалпы                 | 1908 — ????             | Председатель колхоза «Ак-булак» Иргизского района Актюбинской области                                                           | 07.10.1949      | сельхоз       | Иргизский район                | [ ГС 80 ]  |
| 81  | Пономаренко Иван Потапович     | 1906 — ????             | Директор Мартукской МТС Актюбинской области                                                                                     | 11.01.1957      | сельхоз       | *Оренбургская область          | [ ГС 81 ]  |
| 82  | Раймбаев Унгар                 | 1891—1959               | Старший чабан колхоза «Арал» Иргизского района Актюбинской области                                                              | 23.07.1948      | сельхоз       | Иргизский район                | [ ГС 82 ]  |
| 83  | Рысбаев Алмат                  | 1890—1967               | Старший табунщик колхоза «Ак-булак» Иргизского района Актюбинской области                                                       | 07.10.1949      | сельхоз       | Иргизский район                | [ ГС 83 ]  |
| 84  | Сатимов Шалтай                 | 1882—1951               | Старший чабан колхоза имени Осипенко Байганинского района Актюбинской области                                                   | 23.07.1948      | сельхоз       | Байганинский район             | [ ГС 84 ]  |
| 85  | Тажигулов Мукан                | 1884—1952               | Управляющий коневодческой фермой мясного совхоза «Жарыкский» Министерства совхозов СССР, Кобдинский район Актюбинской области   | 03.12.1949      | сельхоз       | Хобдинский район               | [ ГС 85 ]  |
| 86  | Тихонов Алексей Петрович       | 1895 — ????             | Начальник Бер-Чогурской дистанции пути Казахской железной дороги, Актюбинская область                                           | 01.08.1959      | транспорт     | *Ульяновская область           | [ ГС 86 ]  |
| 87  | Токбаев Кулганат               | 02.05.1926 — 05.03.2005 | Старший плавильщик Актюбинского завода ферросплавов имени 50-летия Октябрьской революции Министерства чёрной металлургии СССР   | 30.03.1971      | металлургия   | Иргизский район                | [ ГС 87 ]  |
| 88  | Труба Юрий Васильевич          | 1927 — ????             | Бригадир колхоза «40 лет Октября» Ленинского района Актюбинской области                                                         | 19.04.1967      | сельхоз       | *Львовская область             | [ ГС 88 ]  |
| 89  | Туленов Ашим                   | 1886—1975               | Старший чабан колхоза «Жанбике» Байганинского района Актюбинской области                                                        | 23.07.1948      | сельхоз       | Байганинский район             | [ ГС 89 ]  |
| 90  | Тулепов Килиш                  | 15.09.1900 — 26.04.1992 | Старший чабан совхоза «Сагызский» Байганинского района Актюбинской области                                                      | 22.03.1966      | сельхоз       | Байганинский район             | [ ГС 90 ]  |
| 91  | Турегельдин Пшен               | 1875—1948               | Старший табунщик колхоза «Коминтерн» Иргизского района Актюбинской области                                                      | 23.07.1948      | сельхоз       | Иргизский район                | [ ГС 91 ]  |
| 92  | Туркин Ураз                    | 1895—1973               | Старший чабан колхоза «Ногайты» Байганинского района Актюбинской области                                                        | 07.10.1949      | сельхоз       | Байганинский район             | [ ГС 92 ]  |
| 93  | Убаев Алып                     | 1893—1977               | Старший чабан колхоза имени Джамбула Байганинского района Актюбинской области                                                   | 23.07.1948      | сельхоз       | Байганинский район             | [ ГС 93 ]  |
| 94  | Уразбаев Айдос                 | 1882—1965               | Старший чабан колхоза «Кенесту» Темирского района Актюбинской области                                                           | 23.07.1948      | сельхоз       | Темирский район                | [ ГС 94 ]  |
| 95  | Уразгалиев Утегул              | 1900 — ????             | Заведующий районным отделом сельского хозяйства Иргизского района Актюбинской области                                           | 23.07.1948      | сельхоз       | *Астраханская область          | [ ГС 95 ]  |
| 96  | Урмбаев Ажгалий                | 1897 — 17.10.1975       | Старший табунщик мясного совхоза «Жарыкский» Министерства совхозов СССР, Кобдинский район Актюбинской области                   | 03.12.1949      | сельхоз       | Хобдинский район               | [ ГС 96 ]  |
| 97  | Федорченко Гавриил Фёдорович   | 25.03.1909 — 24.12.1979 | Председатель колхоза «Красный колос» Алгинского района Актюбинской области                                                      | 22.03.1966      | сельхоз       | Мугалжарский район             | [ ГС 97 ]  |
| 98  | Чипегина Мария Михайловна      | 1911 — ????             | Свинарка колхоза «Степь» Мартукского района Актюбинской области                                                                 | 23.07.1948      | сельхоз       | Мартукский район               | [ ГС 98 ]  |
| 99  | Шабанов Турак                  | 1881—1949               | Старший чабан колхоза «Жар-Кемир» Джурунского Актюбинской области                                                               | 23.07.1948      | сельхоз       | Мугалжарский район             | [ ГС 99 ]  |
| 100 | Шахин Алишбек                  | 1893 — ????             | Старший табунщик колхоза Кутты-Кольского аулсовета Иргизского района Актюбинской области                                        | 07.10.1949      | сельхоз       | Иргизский район                | [ ГС 100 ] |
| 101 | Швед Григорий Макарович        | 1918 — ????             | Бригадир тракторной бригады Мартукской МТС Актюбинской области                                                                  | 28.03.1948      | сельхоз       | Мартукский район               | [ ГС 101 ] |
| 102 | Шегебаев Кызтуган              | 1889 — ????             | Старший чабан колхоза имени Кирова Иргизского района Актюбинской области                                                        | 07.10.1949      | сельхоз       | Иргизский район                | [ ГС 102 ] |
| 103 | Шонтин Абиш                    | 1907—1977               | Старший чабан колхоза «Каражар» Байганинского района Актюбинской области                                                        | 23.07.1948      | сельхоз       | Байганинский район             | [ ГС 103 ] |
| 104 | Щёлок Михаил Васильевич        | 16.01.1937 — 31.03.2008 | Бригадир совхоза «Северный» Комсомольского района Актюбинской области                                                           | 19.04.1967      | сельхоз       | *Гродненская область           | [ ГС 104 ] |
| 105 | Явдошин Анатолий Архипович     | 19.07.1938 — 02.01.2012 | Тракторист совхоза «Ярославский» Комсомольского района Актюбинской области                                                      | 19.02.1981      | сельхоз       | *Черкасская область            | [ ГС 105 ] |

## Уроженцы Актюбинской области, удостоенные звания Героя Социалистического Труда в других регионах СССР
| № | Фамилия, имя, отчество      | Даты жизни              | Деятельность                                                                                        | Дата присвоения       | Отрасль        | Место рождения      | ГС       |
| - | --------------------------- | ----------------------- | --------------------------------------------------------------------------------------------------- | --------------------- | -------------- | ------------------- | -------- |
| 1 | Балиманов Джабай            | 1893 — 06.08.1966       | Старший чабан колхоза «Актау» Тамдынского района Бухарской области                                  | 07.07.1951 06.08.1958 | сельхоз        | Актюбинская область | [ ГС 1 ] |
| 2 | Кузнецов Николай Дмитриевич | 23.06.1911 — 31.07.1995 | Генеральный конструктор Куйбышевского моторного завода Министерства авиационной промышленности СССР | 12.07.1957 23.06.1981 | машиностроение | Актобе              | [ ГС 2 ] |

| №  | Фамилия, имя, отчество            | Даты жизни              | Деятельность | Дата присвоения | Отрасль         | Место рождения      | ГС        |
| -- | --------------------------------- | ----------------------- | --- | --------------- | --------------- | ------------------- | --------- |
| 1  | Аймаков Куанышпай Аймакович       | род. 1927               | Чабан совхоза «Домбаровский» Домбаровского района Оренбургской области | 08.04.1971      | сельхоз         | Айтекебийский район | [ ГС 3 ]  |
| 2  | Альдыбаев Уразгали Альдыбаевич    | 20.04.1920 — 06.06.1998 | Председатель колхоза «Алгабас» Пахтааральского района Чимкентской области | 13.12.1972      | сельхоз         | Байганинский район  | [ ГС 4 ]  |
| 3  | Бульбаха Николай Степанович       | 25.10.1927 — 25.09.2004 | Машинист погрузчика производственного объединения «Кашкинсклес» Министерства лесной, целлюлозно-бумажной и деревообрабатывающей промышленности СССР, Шалинский район Свердловской области | 19.03.1981      | леспром         |                     | [ ГС 5 ]  |
| 4  | Бупежанов Мухит Кульжанович       | 15.11.1910 — 04.03.1999 | Директор Джезказганского рудника Джезказганского горнометаллургического комбината Карагандинского совнархоза                                                                              | 09.06.1961      | металлургия     | Темирский район     | [ ГС 6 ]  |
| 5  | Бурма Иван Алексеевич             | 20.01.1910 — 02.04.2002 | Председатель колхоза имени Мичурина Ак-Булакского района Чкаловской области | 11.01.1957      | сельхоз         | Хобдинский район    | [ ГС 7 ]  |
| 6  | Галкина (Сумина) Анна Кузьминична | 1928 — ????             | Звеньевая Алма-Атинского табаководческого совхоза Министерства пищевой промышленности СССР, Илийский район Алма-Атинской области                                                          | 06.10.1950      | сельхоз         |                     | [ ГС 8 ]  |
| 7  | Джаксылыков Акын                  | 1898 — ????             | Старший чабан колхоза имени Джамбула Джамбулского района Джамбулской области | 29.03.1958      | сельхоз         | Байганинский район  | [ ГС 9 ]  |
| 8  | Дубровина Мария Андреевна         | 17.08.1924 — 08.09.2023 | Главный врач Грачёвского района Оренбургской области | 04.02.1969      | здравоохранение | Каргалинский район  | [ ГС 10 ] |
| 9  | Жаксыбаев Наби Кульчаманович      | 28.02.1912 — 08.08.1975 | Директор Зыряновского свинцового комбината Министерства цветной металлургии СССР, Восточно-Казахстанская область                                                                          | 20.05.1966      | металлургия     | Челкарский район    | [ ГС 11 ] |
| 10 | Зайцев Григорий Назарович         | 19.08.1924 — 21.12.2009 | Бригадир колхоза «Красный Октябрь» Илекского района Оренбургской области | 29.11.1968      | сельхоз         | Темирский район     | [ ГС 12 ] |
| 11 | Карабашев Нурберген               | 15.04.1922 — 12.03.1979 | Управляющий третьей фермой каракулеводческого совхоза «Равнина» Министерства внешней торговли СССР, Байрам-Алийский район Марыйской области                                               | 15.09.1948      | сельхоз         | Актобе              | [ ГС 13 ] |
| 12 | Касимцев Юрий Петрович            | 24.09.1926 — 24.11.2005 | Старший плавильщик Березниковского титано-магниевого комбината Министерства цветной металлургии СССР, Пермская область                                                                    | 30.03.1971      | металлургия     | Актобе              | [ ГС 14 ] |
| 13 | Коновалов Юрий Петрович           | 1928 — ????             | Главный механик линейных эксплуатационно-ремонтных мастерских Узбекского управления гражданской авиации Министерства гражданской авиации СССР, гор. Ташкент                               | 15.08.1966      | транспорт       | Актобе              | [ ГС 15 ] |
| 14 | Купесов Кикбай Исеньязович        | род. 13.10.1926         | Бригадир колхоза имени 1 Мая Соль-Илецкого района Оренбургской области | 23.06.1966      | сельхоз         | Хобдинский район    | [ ГС 16 ] |
| 15 | Матвиенко Иван Тихонович          | 28.07.1913 — 07.01.1991 | Старший мастер Медногорского медно-серного комбината Оренбургского совнархоза | 09.06.1961      | металлургия     | Темирский район     | [ ГС 17 ] |
| 16 | Мединцев Иван Леонтьевич          | 04.12.1928 — 04.01.1992 | Бригадир монтажников монтажно-строительного управления № 73 треста «Химэлектромонтаж» Министерства среднего машиностроения СССР, Красноярский край                                        | 26.04.1971      | атомпром        | Мугалжарский район  | [ ГС 18 ] |
| 17 | Мундагалиев Жангалей              | 1909—1978               | Скотник колхоза имени Сталина Ташлинского района Чкаловской области | 26.08.1953      | сельхоз         | Шалкарский район    | [ ГС 19 ] |

### Комментарии
1. ↑  Фамилия Галкина — в замужестве, на момент награждения — Сумина.

## Герои Социалистического Труда, прибывшие в Актюбинскую область на постоянное проживание из других регионов
| № | Фамилия, имя, отчество   | Даты жизни  | Деятельность                                                                    | Дата присвоения | Отрасль | Место проживания | ГС        |
| - | ------------------------ | ----------- | ------------------------------------------------------------------------------- | --------------- | ------- | ---------------- | --------- |
| 1 | Сапрыкин Иван Дмитриевич | 1928 — ???? | Тракторист совхоза имени 2-й пятилетки Сорочинского района Оренбургской области | 23.06.1966      | сельхоз | Актобе           | [ ГС2 1 ] |

## Лица, лишённые звания Героя Социалистического Труда
| № | Фамилия, имя, отчество | Даты жизни  | Деятельность                                                             | Дата присвоения | Дата лишения | Отрасль | Место рождения | ГС        |
| - | ---------------------- | ----------- | ------------------------------------------------------------------------ | --------------- | ------------ | ------- | -------------- | --------- |
| 1 | Садиров Бимурат        | 1901 — ???? | Председатель колхоза «Шабаган» Иргизского района Актюбинской области     | 07.10.1949      | 26.07.1954   | сельхоз |                | [ ГС3 1 ] |
| 2 | Суинов Дуисен          | —           | Старший табунщик колхоза «Шабаган» Иргизского района Актюбинской области | 07.10.1949      | 26.07.1954   | сельхоз |                | [ ГС3 2 ] |